# Wild Cactus
Pour plus de détails, voir Fiche technique et Distribution.
Wild Cactus est un film américain réalisé par Jag Mundhra, sorti en 1993.

## Fiche technique
- Titre français : Wild Cactus
- Réalisation : Jag Mundhra
- Scénario : Jag Mundhra et Carl Austin
- Photographie : James Mathers
- Musique : Larry Wolff
- Production : Todd Blatt, Alan B. Bursteen, Arthur B. Gregory, Jay Polan et Mark Polan
- Pays d'origine : États-Unis
- Format : Couleurs - 35 mm - 1,85:1 - Dolby Digital
- Genre : thriller
- Date de sortie : 1993

## Distribution
- David Naughton : Philip Marcus
- India Allen : Alexandria 'Alex' Marcus
- Gary Hudson : Randall Murphy
- Michelle Moffett : Maggie
- Kathy Shower : Celeste
- Paul Gleason : Sheriff Brenner